# Cribbage Pool

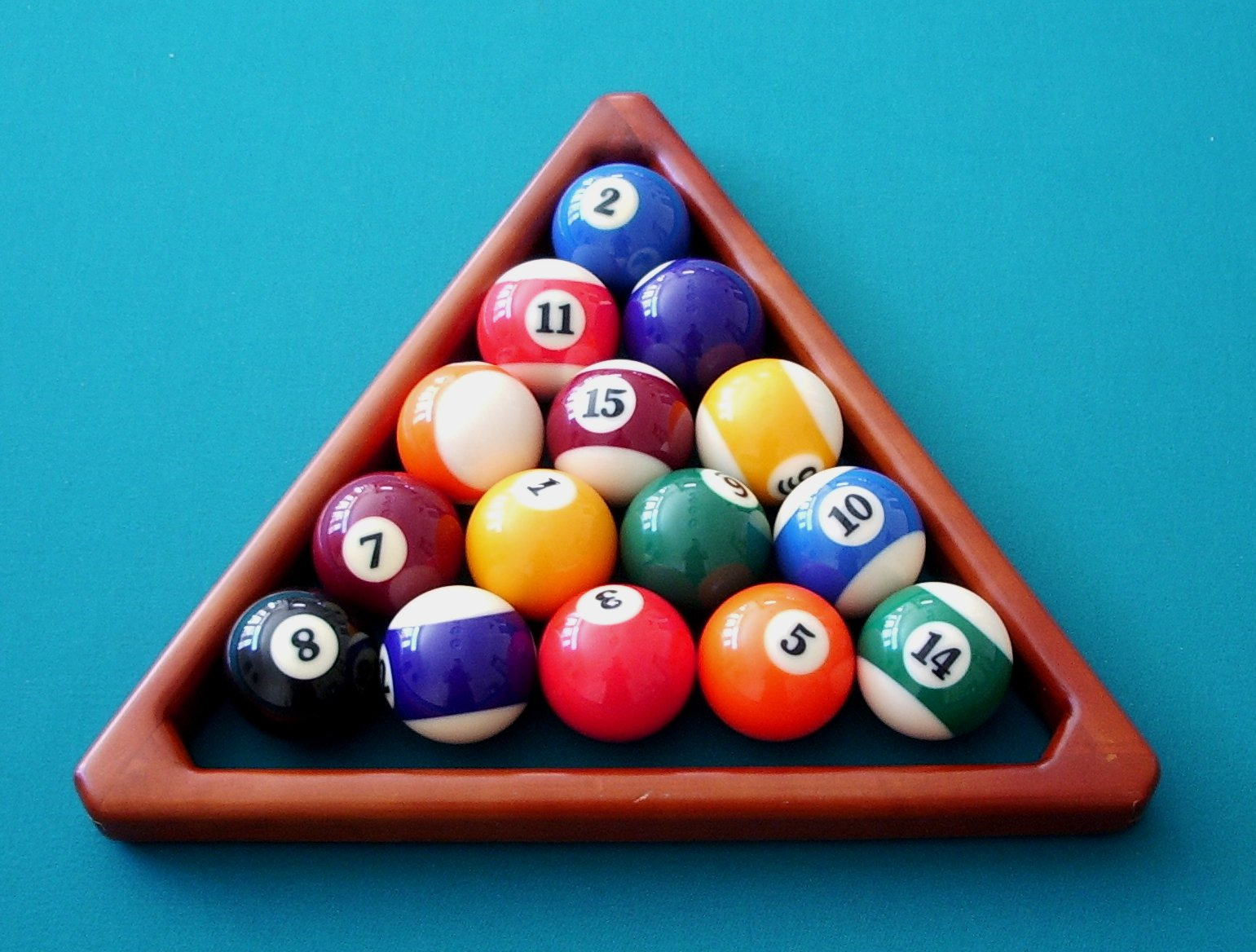
Aufbau bei Cribbage mit der 15 in der Mitte

Cribbage Pool (auch Cribbage Pocket Billard, Fifteen Points, Pair Pool oder auch nur einfach Cribbage genannt) ist eine Poolbillardvariante.

## Spielgedanke
Cribbage kann sowohl von zwei Einzelspielern als auch von zwei Mannschaften mit 15 Bällen an einem gängigen Poolbillardtisch gespielt werden. Münztische eignen sich bei diesem Spiel nicht, da mit einem Foul versenkte Bälle wieder auf den Tisch zurückgesetzt werden müssen. 
Ziel des Spiels ist es, ein Paar von Bällen zu versenken, die in der Summe 15 ergeben. Ein solches Pärchen wird Cribbage genannt. 
Es sind acht Cribbages möglich: 1-14, 2-13, 3-12, 4-11, 5-10, 6-9, 7-8 und 15. Der Spieler/die Mannschaft mit den meisten Cribbages (≤5) gewinnt.

## Aufbau
Die Bälle werden mit dem herkömmlichen Dreieck wie folgt aufgebaut:
- der Ball Nr. 15 liegt in der Mitte (an der Stelle, wo beim 8-Ball die schwarze Acht liegt)
- keine zwei der drei Eckpunkte dürfen in der Summe 15 ergeben
- alle anderen Positionen unterliegen keiner bestimmten Anordnung. Es ergeben sich dabei 134.120.448.000 mögliche Aufbauvarianten (14 × 12 × 10 × 2 × 11!)
- die Spitze des Dreiecks wird auf den Fußpunkt gelegt.

## Eröffnung
Wie auch beim 8-Ball muss beim Anstoß entweder ein Objektball versenkt werden oder vier andere Objektbälle müssen eine Bande berühren. Die Bälle müssen entgegen dem 8-Ball nicht angesagt werden. Der erste Ball eines Pärchens gibt den zweiten Ball vor.
Fallen beim Anstoß mehrere Bälle, so kann mit allen diesen Bällen je ein Cribbage gebildet werden. Sollten nicht alle Cribbages dieser Aufnahme gebildet werden können, so werden alle noch offenen Cribbages zurück auf den Fußpunkt gelegt und die eigene Aufnahme ist beendet.
Sind beim Anstoß Bälle gefallen, die ein Cribbage ergeben, gelten diese als korrekt versenktes Cribbage.

## Regeln
Wird ein Ball regelkonform versenkt, so muss der nächste Ball derjenige sein, der mit dem vorher versenkten die Summe 15 ergibt. Sollte dies nicht der Fall sein, so ist dies ein Foul und bedeutet das Ende der Aufnahme. Bälle, die kein Cribbage ergeben, werden am Fußpunkt wieder aufgebaut. Die 15 darf nur als letztes Cribbage fallen und zählt als Einzelpärchen. Fällt die 15 nicht als Letzte, wird sie am Fußpunkt wieder aufgebaut. Sollte der Fußpunkt schon belegt sein, werden alle folgenden hinter ihr in einer Linie zur Fußbande hin aufgebaut. Solange korrekt versenkte Cribbages gespielt werden, bleibt der Spieler am Tisch.

## Fouls
Es gelten die allgemeinen Poolregeln. Strafpunkte werden nicht gegeben. Nach jedem Foul hat der Gegenspieler zwei Möglichkeiten: Entweder übernimmt er die Position oder er hat "Ball in Hand" und darf den Spielball auf eine Position hinter der Kopflinie ablegen und von dort weiterspielen. Sollte im Laufe des Spiels die 15 vorzeitig fallen, also nicht als Letzter, so wird die Aufnahme, ohne Foulwertung, beendet.